# Petrophila
Petrophila é um gênero de mariposa pertencente à família Crambidae.